# رکسی مایناکی
رکسی مایناکی (انگلیسی: Rexy Mainaky؛ زادهٔ ۹ مارس ۱۹۶۸) بدمینتون‌باز اهل اندونزی است.